# Paroligoneurus convexus
Paroligoneurus convexus är en stekelart som beskrevs av De Saeger 1944. Paroligoneurus convexus ingår i släktet Paroligoneurus och familjen bracksteklar. Inga underarter finns listade i Catalogue of Life.